# Beernem

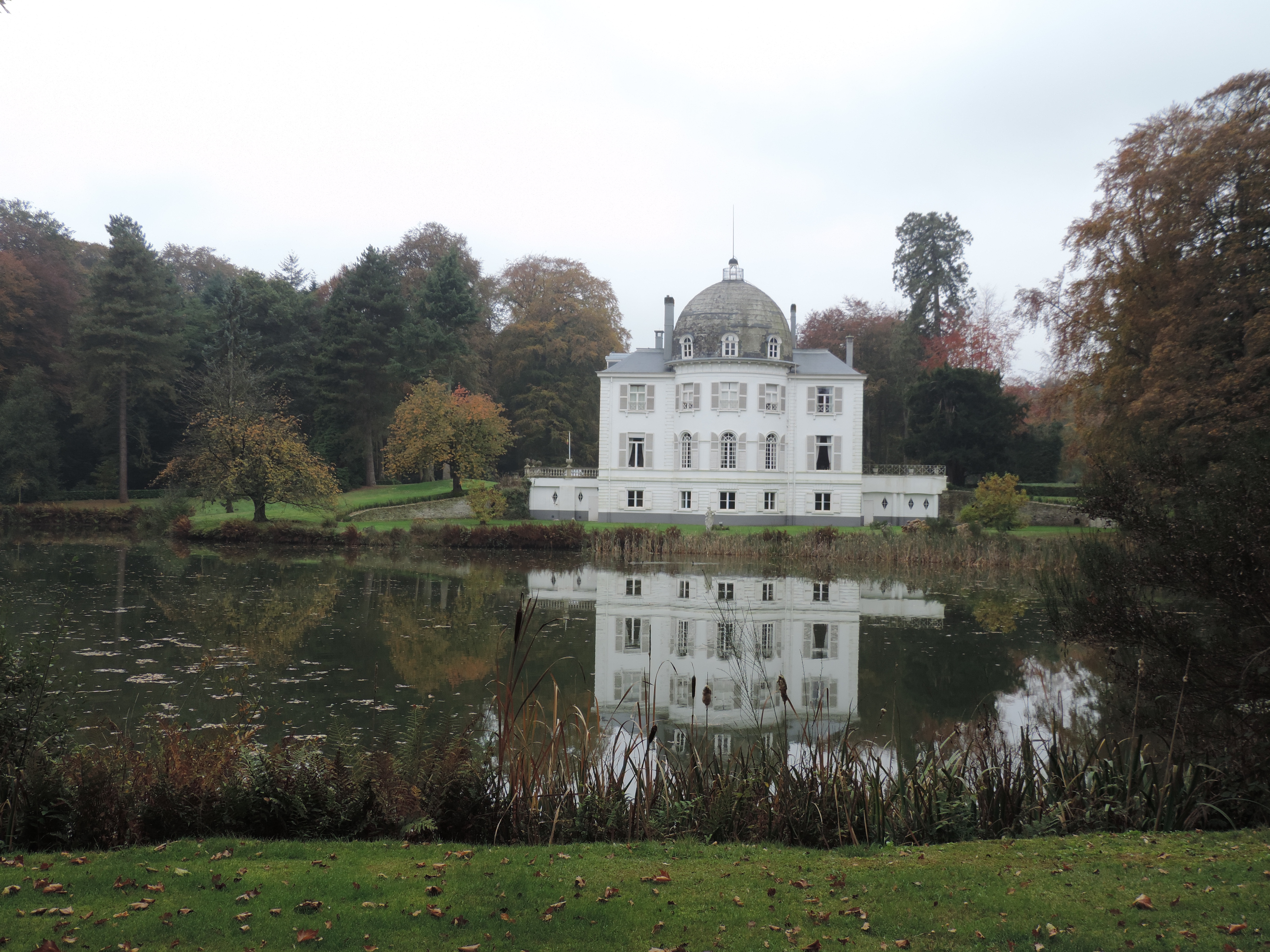
Kasteel Driekoningen

Beernem is een gemeente in de groene rand rond Brugge (15 km ervandaan) in de Belgische provincie West-Vlaanderen. De gemeente telt ruim 16.000 inwoners, die Beernemnaars worden genoemd. Beernem is bekend van het Psychiatrisch Centrum Sint-Amandus, haar verenigingsleven, de gesloten jeugdinstelling De Zande Beernem waar meisjes tussen 12 en 18 jaar die misdrijven gepleegd hebben worden geplaatst door de jeugdrechter. Beernem bevindt zich op een knooppunt van verbindingswegen, wat ideaal is voor pendelaars.

## Geschiedenis

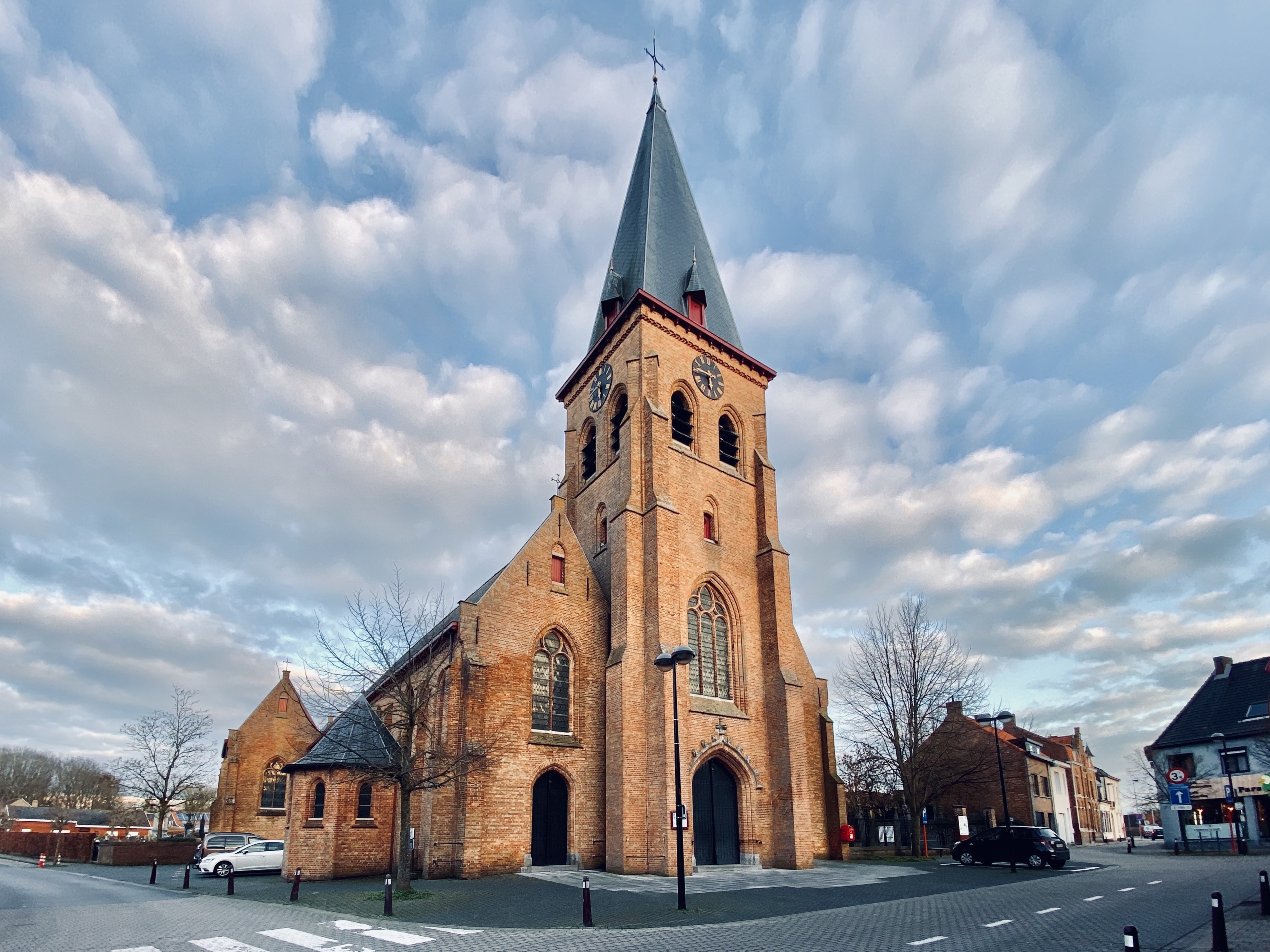
Sint-Amanduskerk

Beernem wordt al vermeld in een akte van 847: 'in territorio Menap quod nunc Mempiscum appellant ... Coloscampum, Wenghinas, Berneham ...' (Recueil des actes de Charles II le Chauve, roi de France, red. Ferdinand Lot, 1943, nr. 92). De naam Berneham komt van het Germaanse birnu (beer of modderige plaats in de vorm van een beer) en hamma (een landtong die uitspringt in moerassig terrein). Het was duizenden jaren lang een desolate streek van bossen, heide en moeras. Feodaal was Beernem afhankelijk van het Vrije van Brugge en bestond uit een lappendeken van heerlijkheden. De bewoning lag toen hoofdzakelijk ten noorden van het huidige kanaal. Zuidelijk lag het onvruchtbare en woeste heidegebied het Bulskampveld dat zich toen uitstrekte van Torhout tot Bellem.
Op het eind van de 18e eeuw werd dit onvruchtbare gebied ontgonnen. De rust en de natuur in de ontgonnen gebieden trokken de aandacht van rijke edellieden. Hun kastelen liggen nu nog verscholen in het groen.
In 1852 werd een begin gemaakt met de Hervormingsschool, die zou uitgroeien tot het Psychiatrisch Centrum Sint-Amandus.
Tussen 1915 en 1944 vonden in de streek de zogenaamde moorden van Beernem plaats die al dan niet verband hielden met elkaar en voor de nodige beroering hebben gezorgd.

### Tweede Wereldoorlog
De gemeente werd rond 23 mei 1940 bezet door het Duitse leger en bevrijd op 12 september 1944. Op 6 september 1944 werden drie weerstanders doodgeschoten door de SS. Volgens het oorlogsmonument aan het gemeentehuis lieten 20 mensen het leven als gevolg van oorlogshandelingen.

## Kernen
In 1977 werd besloten tot een gemeentelijke fusie tussen Beernem, Oedelem en Sint-Joris-ten-Distel. De gemeente bestaat naast Beernem zelf nog uit de deelgemeenten Oedelem en Sint-Joris (ook wel Sint-Joris-ten-Distel genoemd). Beernem zelf is de grootste deelgemeente, maar Oedelem telt slechts een grote 1000 inwoners minder. Op het grondgebied van Oedelem ligt nog een klein afzonderlijk gehucht en parochie, Oostveld (IV) genaamd. Het centrum van Beernem bestaat uit de oude dorpskern ten noorden van het kanaal Gent-Brugge, een nieuwer gedeelte ten zuiden van dit kanaal nabij de snelweg A10/E40 en een woonkern genaamd Vliegende Paard.
| # | Naam             | Opp. (km²) | Inwoners (2020) | Inwoners per km² | NIS-code |
| - | ---------------- | ---------- | --------------- | ---------------- | -------- |
| 1 | Beernem (I)      | 28,35      | 7 522           | 265              | 31003A   |
| 2 | Oedelem (II)     | 37,54      | 6 365           | 170              | 31003B   |
| 3 | Sint-Joris (III) | 6,53       | 1 929           | 295              | 31003C   |

De gemeente Beernem grenst aan de volgende dorpen en gemeenten:
| - a. Ruiselede (gemeente Ruiselede) - b. Wingene, met gehucht Wildenburg (gemeente Wingene) - c. Hertsberge (gemeente Oostkamp) - d. Oostkamp, met gehucht Moerbrugge (gemeente Oostkamp) - e. Assebroek (stad Brugge) |

| - f. Sint-Kruis (stad Brugge) - g. Sijsele (stad Damme) - h. Maldegem (gemeente Maldegem) - i. Knesselare (gemeente Aalter) - j. Aalter, met gehucht Maria-Aalter (gemeente Aalter) |

Beernem, deelgemeenten en buurgemeenten. De gele gebieden zijn bebouwde kernen.

## Bezienswaardigheden
- Het kasteel Bulskampveld werd op het eind van de 19e eeuw gebouwd. Het kasteel en zijn bosrijk park liggen tegenwoordig in het provinciaal domein Lippensgoed-Bulskampveld.

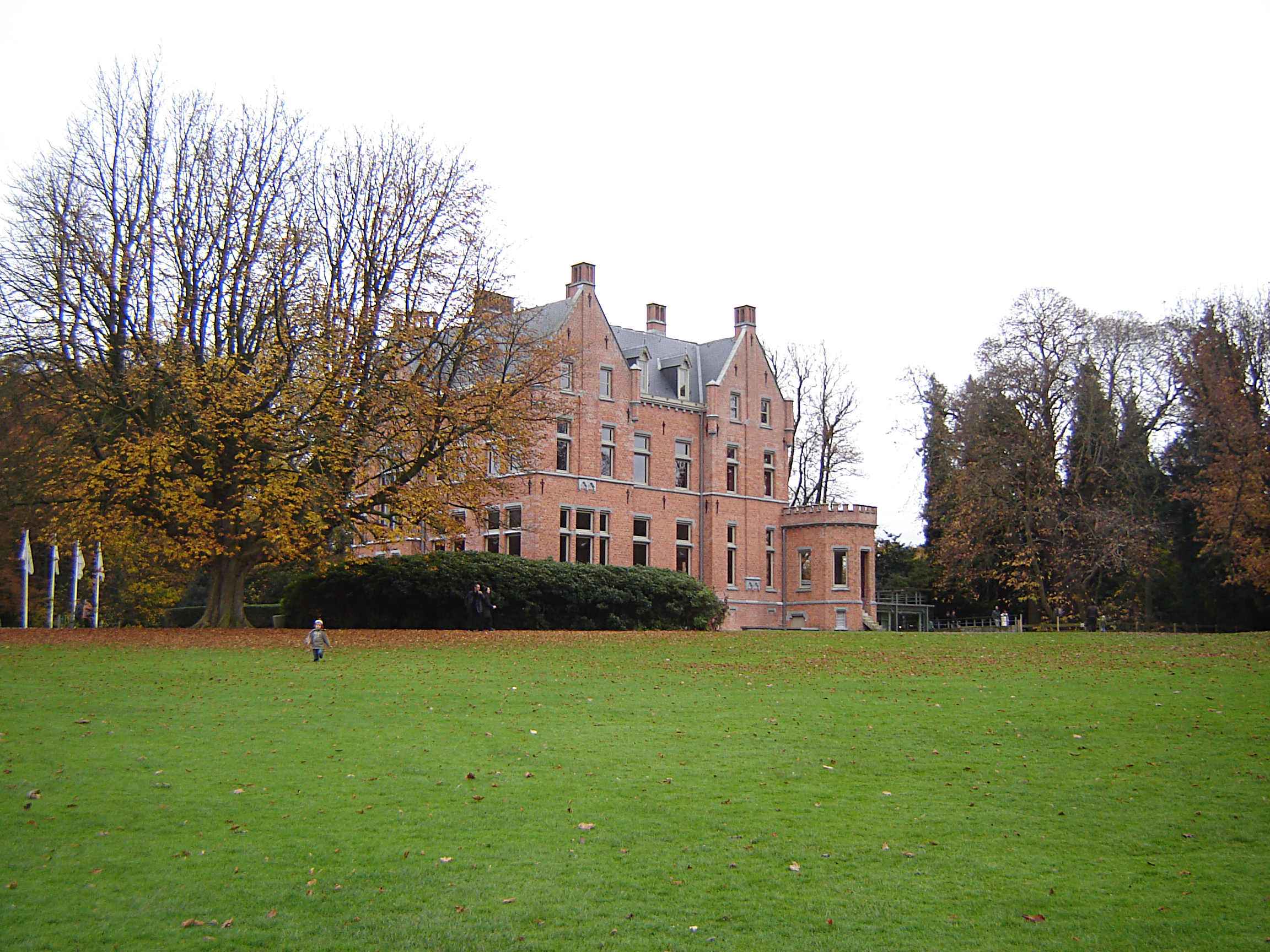
Kasteel Bulskampveld

- De neogotische Sint-Amanduskerk dateert uit 1900.
- De Heilige Maria Moeder Godskerk.
- Het Psychiatrisch Centrum Sint-Amandus.
- Het gemeentehuis werd in neogotische stijl gebouwd in het begin van de 19e eeuw.
  - Het Beernems Beertje is een standbeeldje dat uitgestald staat op de tafel van de neogotische zaal in het gemeentehuis.
- De Keersluis van Beernem, ontworpen door Hans Vandeweghe en geklasseerd in 2009

### Kastelen

#### Beernem
- Kasteel Reigerlo
- Kasteel Drie Koningen

- Kasteel Bulskampveld
- Kasteel Hontzocht
- Kasteel Hulstlo
- Kasteel Bloemendale

#### Oedelem
- Kasteel Ten Torre
- Kasteel De Wapenaer

#### Sint-Joris
- Kasteel de Lanier
- Kasteel De Vijvers

## Natuur en landschap
Beernem ligt in Zandig Vlaanderen op een hoogte van ongeveer 11 meter. Het Kanaal Gent-Brugge ligt ten zuiden van de dorpskom. Men vindt ten zuiden van dit kanaal nog een wijk: Heilige Maria, Moeder Gods, en daar ligt ook het psychiatrisch ziekenhuis en het bosrijke Bulskampveld met het Provinciaal Domein en enkele kasteelparken. Ten westen van Beernem, aan de noordoever van het kanaal, ligt het natuurgebied Gevaerts-Noord.
Andere natuurgebieden zijn: De Vaanders, Miseriebocht en Heideveld-Bornebeek. In De Vaanders bevindt zich het landschapspark Bulskampveld.

## Demografie

### Demografische ontwikkeling voor de fusie
- Bronnen:NIS, Opm:1831 tot en met 1970=volkstellingen; 1976 = inwoneraantal op 31 december

### Demografische ontwikkeling van de fusiegemeente
Alle historische gegevens hebben betrekking op de huidige gemeente, inclusief deelgemeenten, zoals ontstaan na de fusie van 1 januari 1977.
- Bronnen:NIS, Opm:1831 tot en met 1981=volkstellingen; 1990 en later= inwonertal op 1 januari

| Inwoners van jaar tot jaar op 1 januari 1992 tot heden | Inwoners van jaar tot jaar op 1 januari 1992 tot heden | Inwoners van jaar tot jaar op 1 januari 1992 tot heden |
| jaar                                                   | Aantal                                                 | Evolutie: 1992=index 100                               |
| ------------------------------------------------------ | ------------------------------------------------------ | ------------------------------------------------------ |
| 1992                                                   | 14.115                                                 | 100,0                                                  |
| 1993                                                   | 14.121                                                 | 100,0                                                  |
| 1994                                                   | 14.184                                                 | 100,5                                                  |
| 1995                                                   | 14.279                                                 | 101,2                                                  |
| 1996                                                   | 14.338                                                 | 101,6                                                  |
| 1997                                                   | 14.423                                                 | 102,2                                                  |
| 1998                                                   | 14.501                                                 | 102,7                                                  |
| 1999                                                   | 14.504                                                 | 102,8                                                  |
| 2000                                                   | 14.525                                                 | 102,9                                                  |
| 2001                                                   | 14.557                                                 | 103,1                                                  |
| 2002                                                   | 14.551                                                 | 103,1                                                  |
| 2003                                                   | 14.540                                                 | 103,0                                                  |
| 2004                                                   | 14.545                                                 | 103,0                                                  |
| 2005                                                   | 14.550                                                 | 103,1                                                  |
| 2006                                                   | 14.642                                                 | 103,7                                                  |
| 2007                                                   | 14.691                                                 | 104,1                                                  |
| 2008                                                   | 14.808                                                 | 104,9                                                  |
| 2009                                                   | 14.910                                                 | 105,6                                                  |
| 2010                                                   | 15.064                                                 | 106,7                                                  |
| 2011                                                   | 15.214                                                 | 107,8                                                  |
| 2012                                                   | 15.357                                                 | 108,8                                                  |
| 2013                                                   | 15.389                                                 | 109,0                                                  |
| 2014                                                   | 15.428                                                 | 109,3                                                  |
| 2015                                                   | 15.481                                                 | 109,7                                                  |
| 2016                                                   | 15.502                                                 | 109,8                                                  |
| 2017                                                   | 15.604                                                 | 110,5                                                  |
| 2018                                                   | 15.687                                                 | 111,1                                                  |
| 2019                                                   | 15.763                                                 | 111,7                                                  |
| 2020                                                   | 15.817                                                 | 112,1                                                  |
| 2021                                                   | 15.845                                                 | 112,3                                                  |
| 2022                                                   | 15.966                                                 | 113,1                                                  |
| 2023                                                   | 16.131                                                 | 114,3                                                  |
| 2024                                                   | 16.259                                                 | 115,2                                                  |
| 2025                                                   | 16.318                                                 | 115,6                                                  |

## Politiek

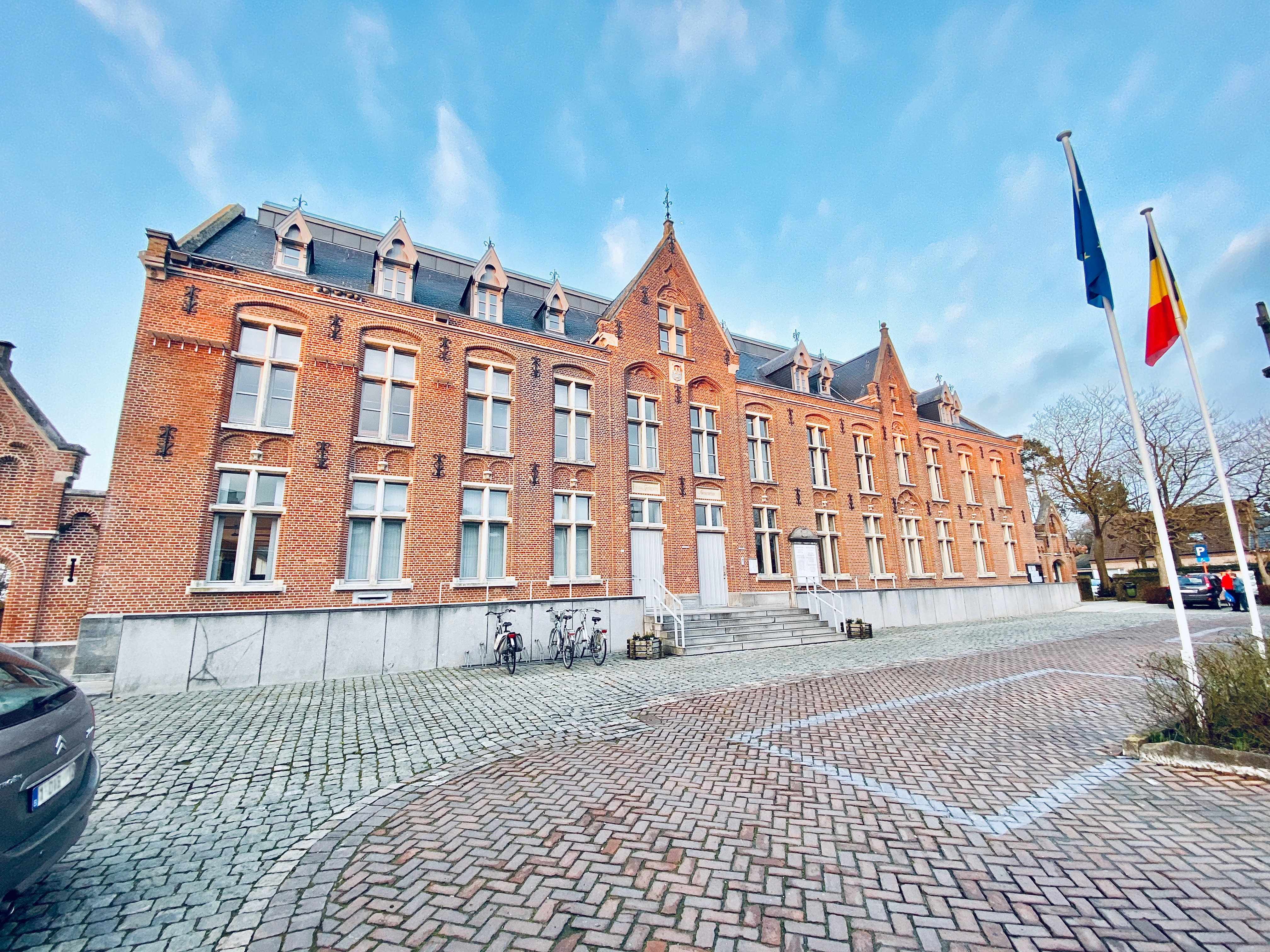
Het Gemeentehuis in Beernem

### Structuur
| Beernem          | Beernem          | Supranationaal         | Nationaal                         | Nationaal                         | Gemeenschap               | Gewest                    | Provincie                 | Arrondissement  | Provinciedistrict | Kanton          | Gemeente        |
| ---------------- | ---------------- | ---------------------- | --------------------------------- | --------------------------------- | ------------------------- | ------------------------- | ------------------------- | --------------- | ----------------- | --------------- | --------------- |
| Administratief   | Niveau           | Europese Unie          | België                            | België                            | Vlaanderen                | Vlaanderen                | West-Vlaanderen           | Brugge          | Brugge            | Brugge          | Beernem         |
| Administratief   | Bestuur          | Europese Commissie     | Belgische regering                | Belgische regering                | Vlaamse regering          | Vlaamse regering          | Deputatie                 | Deputatie       | Deputatie         | Deputatie       | Gemeentebestuur |
| Administratief   | Raad             | Europees Parlement     | Kamer van volksvertegenwoordigers | Kamer van volksvertegenwoordigers | Vlaams Parlement          | Vlaams Parlement          | Provincieraad             | Provincieraad   | Provincieraad     | Provincieraad   | Gemeenteraad    |
| Kiesomschrijving | Kiesomschrijving | Nederlands Kiescollege | Kieskring West-Vlaanderen         | Kieskring West-Vlaanderen         | Kieskring West-Vlaanderen | Kieskring West-Vlaanderen | Kieskring West-Vlaanderen | Brugge          | Brugge            | Brugge          | Beernem         |
| Verkiezing       | Verkiezing       | Europese               | Federale                          | Federale                          | Vlaamse                   | Vlaamse                   | Provincieraads-           | Provincieraads- | Provincieraads-   | Provincieraads- | Gemeenteraads-  |

### Burgemeesters
| Tijdspanne | Tijdspanne  | Burgemeester                      |
| ---------- | ----------- | --------------------------------- |
|            | 1796 - 1804 | Jacobus Vandeweghe                |
|            | 1804 - 1807 | Joseph Van Reybrouck              |
|            | 1807 - 1812 | Jan Bellaert                      |
|            | 1813 - 1819 | Johannes Quissens                 |
|            | 1820 - 1830 | Louis-Joseph de Bie de Westvoorde |
|            | 1830 - 1843 | Karel Coens                       |
|            | 1846 - 1855 | Jacobus Van Reybrouck             |
|            | 1855        | Adolphe Dautricourt               |
|            | 1858 - 1877 | Jacobus Van Reybrouck             |
|            | 1877 - 1884 | Charles de Madrid                 |
|            | 1885 - 1891 | Henri Desmet                      |

| Tijdspanne | Tijdspanne   | Burgemeester                  |
| ---------- | ------------ | ----------------------------- |
|            | 1891 - 1926  | Etienne de Vrière             |
|            | 1927 - 1940  | André van Outryve d'Ydewalle  |
|            | 1941 - 1944  | Hubert van Outryve d'Ydewalle |
|            | 1944 - 1964  | René Claeys                   |
|            | 1965 - 1982  | Gaston Depré                  |
|            | 1983 - 1994  | Urbain De Cuyper              |
|            | 1995 - 2006  | Walter Van Parijs             |
|            | 2006 - 2018  | Johan De Rycke                |
|            | 2019 - heden | Jos Sypré                     |

### College van burgemeester en schepenen

#### 2024-2030
Burgemeester is Jos Sypré (CD&V). Hij leidt een coalitie bestaande uit CD&V en Vooruit, die beschikt over een meerderheid van 15 op 25 zetels.
| College van burgemeester en schepenen | College van burgemeester en schepenen | College van burgemeester en schepenen | College van burgemeester en schepenen |
| Functie                               | Naam (partij)                         | Naam (partij)                         | Bevoegdheden |
| ------------------------------------- | ------------------------------------- | ------------------------------------- | --- |
| Burgemeester                          |                                       | Jos Sypré (CD&V)                      | Veiligheid, Burgerzaken, Communicatie, Inspraak en participatie, Feestelijkheden en plechtigheden, Personeelszaken, Kerkenbeleid en kerkbesturen en Mobiliteit.                              |
| Eerste Schepen                        |                                       | Claudio Saelens (CD&V)                | Openbare Werken, Technische dienst, Nutsvoorzieningen, Rioleringen en integraal waterbeleid, Landbouw, Grondbeleid en Financiën.                                                             |
| Schepen                               |                                       | Vicky Verstringe (Vooruit)            | Wonen, huisvesting en De Woonwinkel, Milieu, Natuur, Dierenwelzijn, Duurzaamheid, Klimaat en energie, Groenbeheer, Begraafplaatsen, Senioren, Kermissen en Opwaardering van openbaar domein. |
| Schepen                               |                                       | Patricia Waerniers (CD&V)             | Vrije tijd (cultuur, jeugd en sport), Bibliotheek, Landinrichting, Toerisme en Erfgoedbeleid.                                                                                                |
| Schepen                               |                                       | Ruben Strobbe (CD&V)                  | Patrimonium, Recyclagepark en afvalbeleid, Informatica, Ruimtelijke planning en Omgevingsvergunningen                                                                                        |
| Schepen                               |                                       | Vicky Reynaert (Vooruit)              | Sociaal beleid, Armoedebestrijding, Sociale tewerkstelling, Inclusie, Noord-Zuidbeleid, Huis van het Kind, Kinderopvang en Volksgezondheid                                                   |

#### 2019-2024
Burgemeester was Jos Sypré (CD&V). Hij leidde een coalitie bestaande uit CD&V, Vooruit en GROEN. Samen hadden ze 16 op 25 zetels.
| College van burgemeester en schepenen | College van burgemeester en schepenen | College van burgemeester en schepenen | College van burgemeester en schepenen |
| Functie                               | Naam (partij)                         | Naam (partij)                         | Bevoegdheden |
| ------------------------------------- | ------------------------------------- | ------------------------------------- | --- |
| Burgemeester                          |                                       | Jos Sypré (CD&V)                      | Veiligheid, burgerzaken, communicatie en ICT, feestelijkheden/plechtigheden, personeelszaken, kerkenbeleid en kerkbesturen en mobiliteit. |
| Eerste Schepen                        |                                       | Patricia Waerniers (CD&V)             | Financiën, cultuur, bibliotheek, sport, kermissen, erfgoedbeleid en begraafbeleid. |
| Schepen                               |                                       | Jan Vanassche (Groen)                 | Ruimtelijke ordening, omgevingsvergunningen voor particulieren, ruimtelijke planning, dorpsontwikkeling, wonen, huisvesting, de Woonwinkel, milieu, natuur, dierenwelzijn, duurzaamheid, klimaat en energie, groenbeheer, toerisme en landinrichting. |
| Schepen                               |                                       | Claudio Saelens (CD&V)                | Omgevingsvergunningen voor landbouw en bedrijven, voor openbare werken, de technische dienst, nutsvoorzieningen, rioleringen, integraal waterbeleid, landbouw, grondbeleid en senioren.                                                               |
| Schepen                               |                                       | Ruben Strobbe (CD&V)                  | Jeugd, ondernemen, lokale economie, onderwijs, beheer patrimonium, recyclagepark en afvalbeleid. |
| Schepen                               |                                       | Vicky Reynaert (Vooruit)              | Armoedebestrijding, sociaal beleid, sociale tewerkstelling, inclusie, Noord-Zuidbeleid, Huis van het Kind en gezinsbeleid. |

#### 2013-2018
Burgemeester was Johan De Rycke. Hij leidde een coalitie bestaande uit CD&V en N-VA. Samen hadden zij 16 op 25 zetels. Naar aanleiding van de verkiezingen van 2012 heerste een woelige tijd in het Beernemse politieke landschap. Patricia Waerniers scheurde zich af van CD&V en ruilde CD&V om voor BRON. Ze behaalde vanop de 24ste plaats de meeste voorkeurstemmen, voor Johan De Rycke en Gijs Degrande. Echter werd ze geen burgemeester door de coalitievorming tussen CD&V en N-VA. Zo verloor CD&V ook de absolute meerderheid.
| College van burgemeester en schepenen 2013-2018 | College van burgemeester en schepenen 2013-2018 | College van burgemeester en schepenen 2013-2018        | College van burgemeester en schepenen 2013-2018 |
| Functie                                         | Naam (partij)                                   | Naam (partij)                                          | Bevoegdheden |
| ----------------------------------------------- | ----------------------------------------------- | ------------------------------------------------------ | --- |
| Burgemeester                                    |                                                 | Johan De Rycke (CD&V)                                  | Burgerzaken, communicatie, feestelijkheden/plechtigheden, personeelszaken, politie/brandweer.                                                         |
| Eerste Schepen                                  |                                                 | Gijs Degrande (N-VA)                                   | Cultuur/bibliotheek, jeugd, nutsvoorzieningen, openbare werken/groen/begraafplaatsen.                                                                 |
| Schepen                                         |                                                 | Jos Sypré (CD&V)                                       | Gezinsbeleid, informatica, landinrichting/grondbeleid/patrimonium, mobiliteit/verkeer/openbaar vervoer, ontwikkelingssamenwerking, sport en senioren. |
| Schepen                                         |                                                 | Barbara Vandenbrande (N-VA)                            | Erfgoed/monumentenzorg, kinderopvang, lokale economie/middenstand en toerisme.                                                                        |
| Schepen                                         |                                                 | Martine De Roo (2013-2015) Claudio Saelens (2015-2018) | Ruimtelijke ordening, wonen en huisvesting, integraal waterbeleid, landbouw en milieu.                                                                |
| Schepen                                         |                                                 | Jef Vansteenhuyse (N-VA)                               | Containerpark/afvalverwerking, financiën/begroting, kerkfabrieken en onderwijs.                                                                       |
| Schepen                                         |                                                 | Luc Goutry (2013-2016) Ruben Strobbe (2016-2018)       | OCMW, sociale zaken/tewerkstelling en volksgezondheid.                                                                                                |

### Gemeenteraad
| Partij | Partij | Leden |
| ------ | ------ | --- |
|        | 12     | Kris Vincke (Voorzitter), Jos Sypré (Burgemeester) Claudio Saelens (eerste schepen), Patricia Waerniers (schepen), Ruben Strobbe (schepen), Martine De Roo, Anja Coens, Piet De Rycke, Arthur De Brabander, Justine Van Hoecke, Greet Claeys en Janne Martelez. |
|        | 9      | Gijs Degrande, Barbara Vandenbrande, Lode Vanneste, Jef Vansteenhuyse, Christine Stroobandt, Lien De Wispelaere, Branco François, William Brysse en Elodie Wildemeersch.                                                                                        |
|        | 3      | Vicky Verstringe (schepen), Vicky Reynaert (schepen) en Martine Deloof. |
|        | 1      | Jan Vanassche |

### Coalities
- ...-2000: CVP
- 2001-2006: CD&V
- 2007-2012: CD&V
- 2013-2018: CD&V, N-VA
- 2019-2024: CD&V, Vooruit, Groen
- 2024-heden: CD&V, Vooruit

### Resultaten gemeenteraadsverkiezingen sinds 1976
| Partij of kartel     | Partij of kartel                      | 10-10-1976 | 10-10-1976 | 10-10-1982 | 10-10-1982 | 9-10-1988 | 9-10-1988 | 9-10-1994 | 9-10-1994 | 8-10-2000 | 8-10-2000 | 8-10-2006 | 8-10-2006 | 14-10-2012 | 14-10-2012 | 14-10-2018 | 14-10-2018 | 13-10-2024 | 13-10-2024 |
| Stemmen / Zetels     | Stemmen / Zetels                      | %          | 23         | %          | 23         | %         | 23        | %         | 23        | %         | 23        | %         | 23        | %          | 25         | %          | 25         | %          | 25         |
| -------------------- | ------------------------------------- | ---------- | ---------- | ---------- | ---------- | --------- | --------- | --------- | --------- | --------- | --------- | --------- | --------- | ---------- | ---------- | ---------- | ---------- | ---------- | ---------- |
|                      | CVP1/ CD&V2                           | 70,121     | 18         | 55,671     | 14         | 49,841    | 14        | 52,491    | 15        | 49,561    | 13        | 59,152    | 14        | 35,052     | 9          | 44,52      | 12         | 41,22      | 12         |
|                      | PVV1/ VLD/ BRONA                      | -          |            | -          |            | 15,71     | 3         | 19,992    | 5         | 34,07A    | 8         | 29,75A    | 7         | 29,09A     | 7          | -          |            | -          |            |
|                      | SP1/ BRONA/ Sp.a-GroenB/ Vooruit2     | 14,061     | 2          | 15,111     | 3          | 10,511    | 2         | 9,371     | 1         | 34,07A    | 8         | 29,75A    | 7         | 29,09A     | 7          | 18,1B      | 1          | 14,12      | 3          |
|                      | Agalev1/ Groen!2/ Sp.a-GroenB/ Groen3 | -          |            | -          |            | 8,931     | 1         | 8,91      | 1         | 10,271    | 2         | 11,12     | 2         | 9,982      | 2          | 18,1B      | 3          | 7,73       | 1          |
|                      | N-VA                                  | -          |            | -          |            | -         |           | -         |           | -         |           | -         |           | 25,88      | 7          | 32,3       | 9          | 34,6       | 9          |
|                      | DVP                                   | -          |            | 21,17      | 5          | 15,02     | 3         | 8,5       | 1         | -         |           | -         |           | -          |            | -          |            | -          |            |
|                      | GB                                    | 15,82      | 3          | 8,05       | 1          | -         |           | -         |           | -         |           | -         |           | -          |            | -          |            | -          |            |
| Anderen(*)           | Anderen(*)                            | -          |            | -          |            | -         |           | 0,76      | 0         | 6,1       | 0         | -         |           | -          |            | 5,1        | 0          | 2,5        | 0          |
| Totaal stemmen       | Totaal stemmen                        | 8777       | 8777       | 9428       | 9428       | 9826      | 9826      | 10156     | 10156     | 10619     | 10619     | 10868     | 10868     | 11325      | 11325      | 11579      | 11579      | 8367       | 8367       |
| Opkomst %            | Opkomst %                             |            |            |            |            | 94,25     | 94,25     | 93,06     | 93,06     | 92,56     | 92,56     | 93,40     | 93,40     | 93,17      | 93,17      | 92,5       | 92,5       | 65,5       | 65,5       |
| Blanco en ongeldig % | Blanco en ongeldig %                  | 2,61       | 2,61       | 4,51       | 4,51       | 3,57      | 3,57      | 3,83      | 3,83      | 3,83      | 3,83      | 4,95      | 4,95      | 4,00       | 4,00       | 4,8        | 4,8        | 1,0        | 1,0        |

De rode cijfers naast de gegevens duiden aan onder welke naam de partijen telkens bij een verkiezing opkwamen.
De zetels van de gevormde meerderheid staan vet afgedrukt. De grootste partij staat in kleur.
(*) 1994: PVDA / 2000: Vlaams Blok / Beernems Belang (3,2%), Beernemse Flandriens (1,9%) / 2024: Beernems Belang (2,5%)

## Sport en vrije tijd

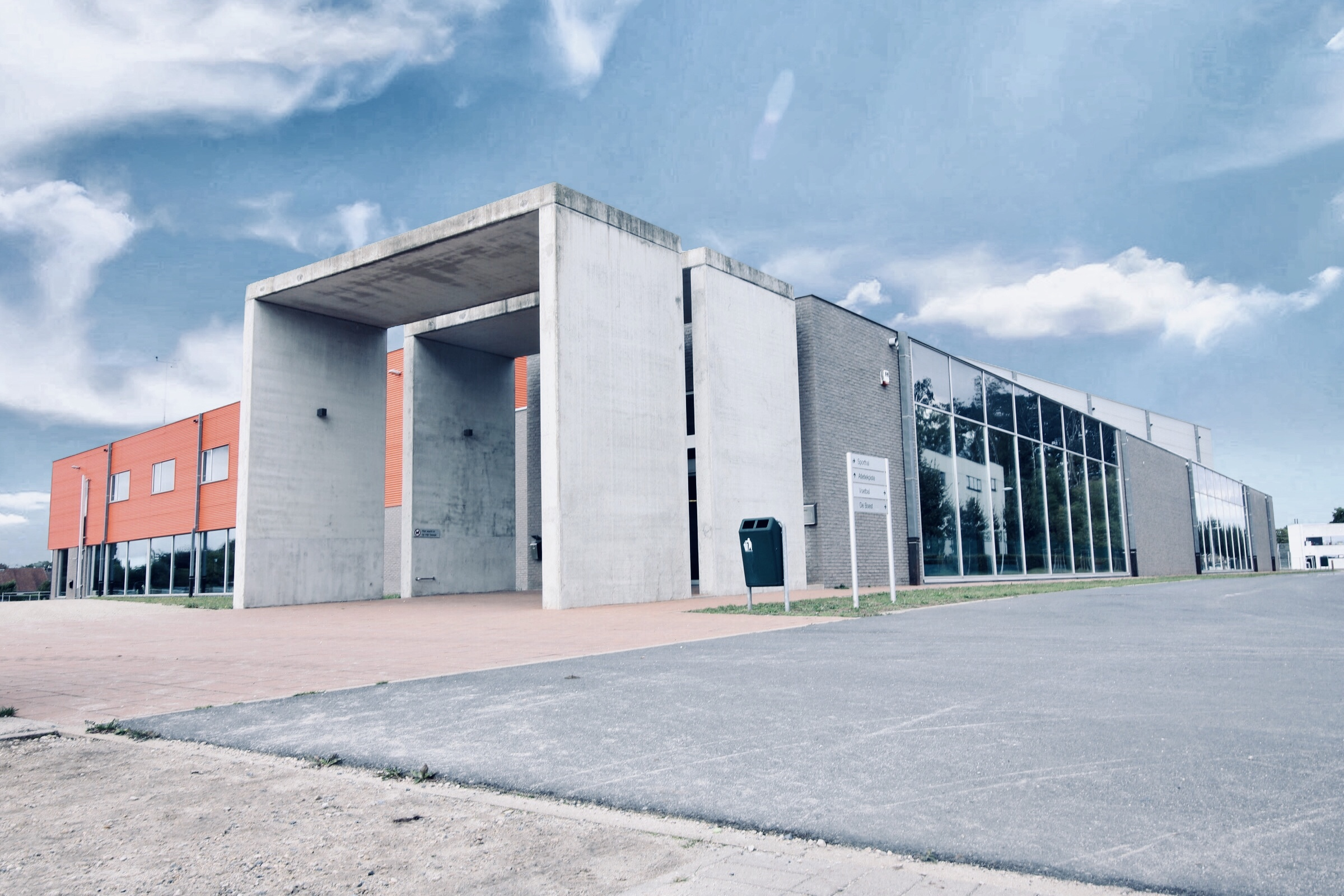
Sporthal Drogenbrood

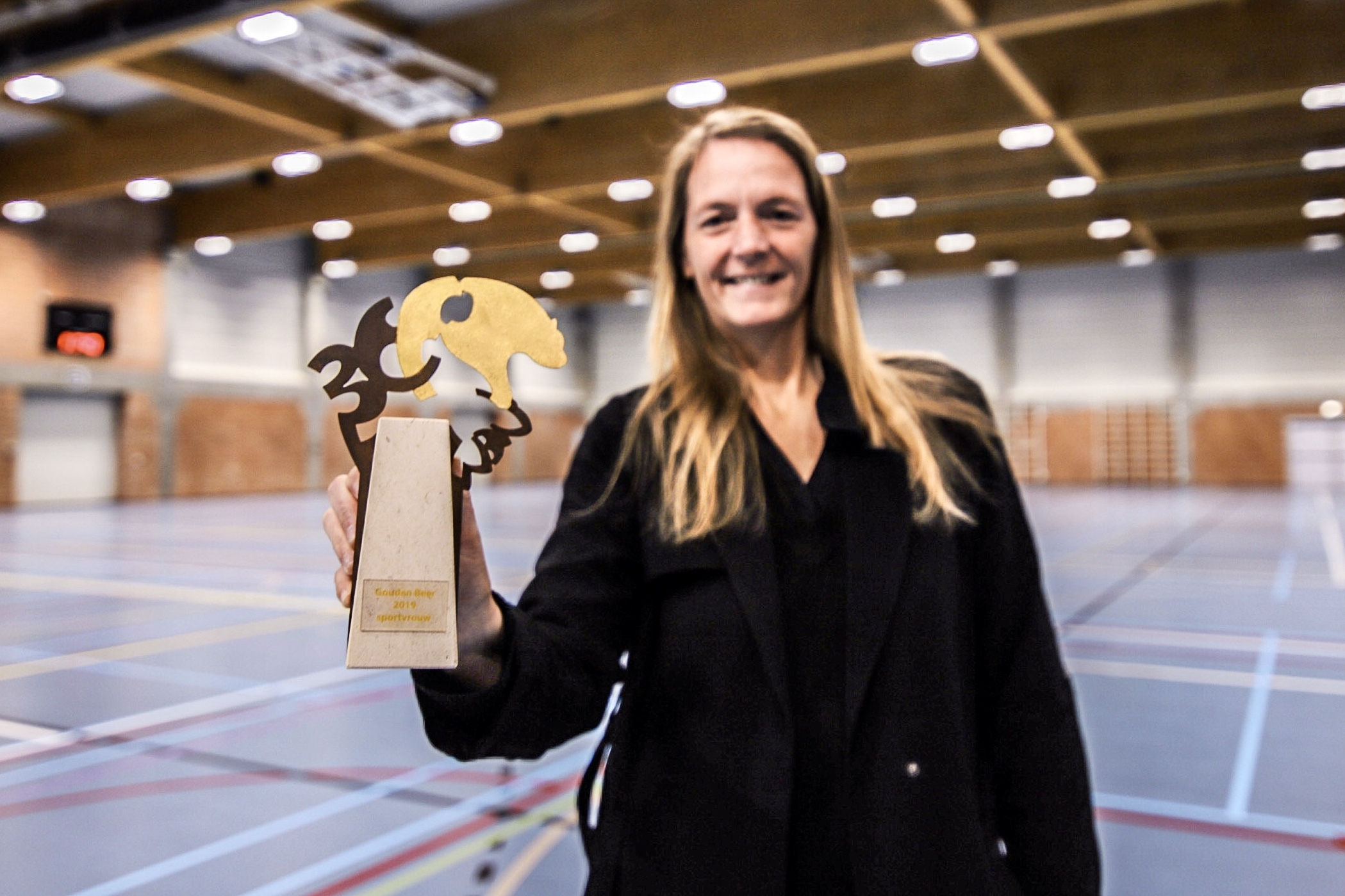
Schepen van sport, Patricia Waerniers, met de Gouden Beer voor sportvrouw van het jaar 2019.

Beernem heeft 3 sportparken, een zwembad, een atletiekpiste, 4 voetbalparken, 2 tennisclubs en sinds 2019 een cyclocrossparcours. Beernem heeft 48 sportverenigingen. Beernem is in 2021 de bouw van het nieuwe zwembad in sportpark Drogenbrood gestart. Door de ligging van Beernem aan het Kanaal Gent-Brugge is het ook mogelijk om watersporten uit te oefenen. Zo worden tal van evenementen georganiseerd op het kanaal zoals de 'Kallemoeie Triatlon', kanaalzwemmen in de zomer en het EK Wakeboard van 2023.

### Sportpark Drogenbrood
Sportpark Drogenbrood huisvest sporthal Drogenbrood, atletiekpiste Tom Compernolle, een cyclocrossparcours en enkele voetbalvelden. In 2021 startte de werken aan het nieuwe zwembad. Er komt een 25 meter-bad met acht banen, een baby- en peuterbad en een instructiebad met een verstelbare bodem voor duikers.

### Sportpark Den Akker
Sportpark Den Akker huisvest sporthal Den Akker, een overdekte multifunctionele zaal, 3 boltra's, 10 petanqueterreinen, 4 voetbalvelden, een omnisportveld, zeven tennisvelden, een skatepark en een openlucht basketbalterrein. In 2022 werd er een 3×3-basketbalveld aangelegd, naast het vernieuwde skatepark.

### Sportpark Barge
Sportpark De Barge huisvest een wandelpark, een sportterrein, een sportzaal, 3 tennisterreinen en een rugbyplein.

### De Gouden Beren
Jaarlijks reikt het gemeentebestuur de sporttrofeeën ‘De Gouden Beren’ uit in O.C. De Kleine Beer. Er zijn vijf categorieën, namelijk sportvrouw, sportman, clubprestaties, Beernems Sport-award en het Gouden Beertje.

## Cultuur, erfgoed en onderwijs

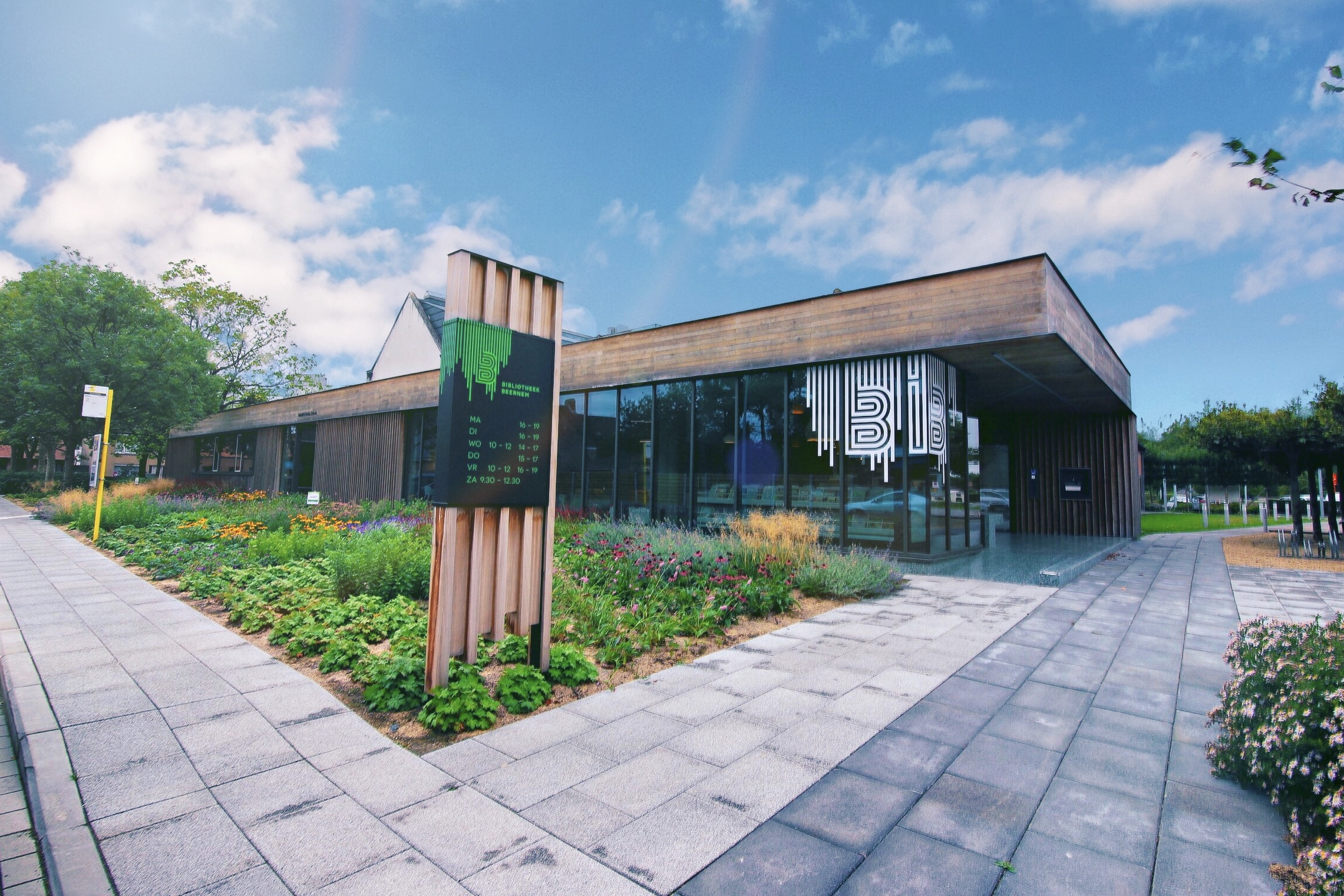
De, in 2019 gerenoveerde, bibliotheek.

### Cultuur
Sinds 2005 heeft de gemeente het ontmoetingscentrum O.C. De Kleine Beer. Deze heeft een foyer, een polyvalente zaal en een theaterzaal met 250 zitplaatsen. Beernem heeft ook twee bibliotheken. In Beernem ligt de hoofdbibliotheek en in Oedelem is er een kleine afdeling in het Schepenhuys.
Beernem heeft 2 harmonieën en een theatergezelschap.
Het kunstatelier Perignem was jarenlang de referentie van de keramische kunst in België. Het atelier werd opgetrokken in 1948 door Rogier Vandeweghe.

### Erfgoed

#### Lattenklieven
Sint-Joris stond bekend voor de ambacht lattenklieven. Het lattenklieven werd in de jaren '80 van de 19de eeuw een grote nijverheid door de komst van houtbedrijf Lemahieu en de perfecte ligging van Sint-Joris. De vraag naar de latten daalde sterk na de Tweede Wereldoorlog, door de komst van gipsplaten. In 1994 werd het kunstwerk 'De Lattenkliever' geplaatst ter ere van deze ambacht. Dit kunstwerk werd gemaakt door Jean-Claud Vanhaecke en staat in de Lattenklieverstraat.

#### Het Sint-Jorisbeeld
Het beeld is een gepolychromeerd en komt uit de 15de eeuw. Het beeldje stelt de heilige Sint-Joris, op zijn paard, die met zijn lans de draak doodt. In 2001 werd het beeld gestolen uit de Sint-Joriskerk. Het beeld werd teruggevonden in Parijs, waar het te koop werd aangeboden voor 4 miljoen frank. In 2002 werd het beeld, na restauratiewerken, terug in de kerk geplaatst.

#### Funerair Erfgoed
In 2010 werd het voorstel, van schepen van begraafbeleid Patricia Waerniers, om de begraafplaatsen om te vormen tot begraafparken goedgekeurd. Het aanwezige 'funerair erfgoed' werd gebruikt als hefboom tot de opwaardering van de verschillende begraafplaatsen. Bij enkele graven werden bordjes geplaatst waar extra informatie en een referentie opstaan naar een brochure. Zo kan er meer informatie gevonden worden over de graven.

### Onderwijs
Beernem heeft 7 lagere scholen, met een breed aanbod van gemeenschapsonderwijs, Katholiek onderwijs en gemeente scholen. Er is ook een landbouwschool 'LTI' en een middenschool 'Sint-Lutgart'.

## Vervoer en verkeer

### Autosnelweg
Beernem heeft verschillende verkeersassen. De autosnelweg E40 loopt door de gemeente, en heeft er een afrit: hier werd op 7 april 1937 immers begonnen aan de allereerste 11 km autosnelweg van België, die Brussel met Oostende moest verbinden, en in Europees verband Londen met Istanboel.

### Treinverkeer
Parallel loopt de spoorweg Brussel-Oostende (50A), hierop ligt het NMBS-station Beernem. Dit station heeft momenteel 2 perrons. Tussen Gent en Brugge legt Infrabel een derde en een vierde spoor aan om de capaciteit van deze lijn te vergroten hierdoor is het stationsgebouw in 2017 afgebroken. Momenteel zijn er werken bezig waarbij een nieuwe stationsomgeving wordt aangelegd. Hierdoor zal het station 4 perrons hebben en zal het station toegankelijker zijn.

### Kanaal

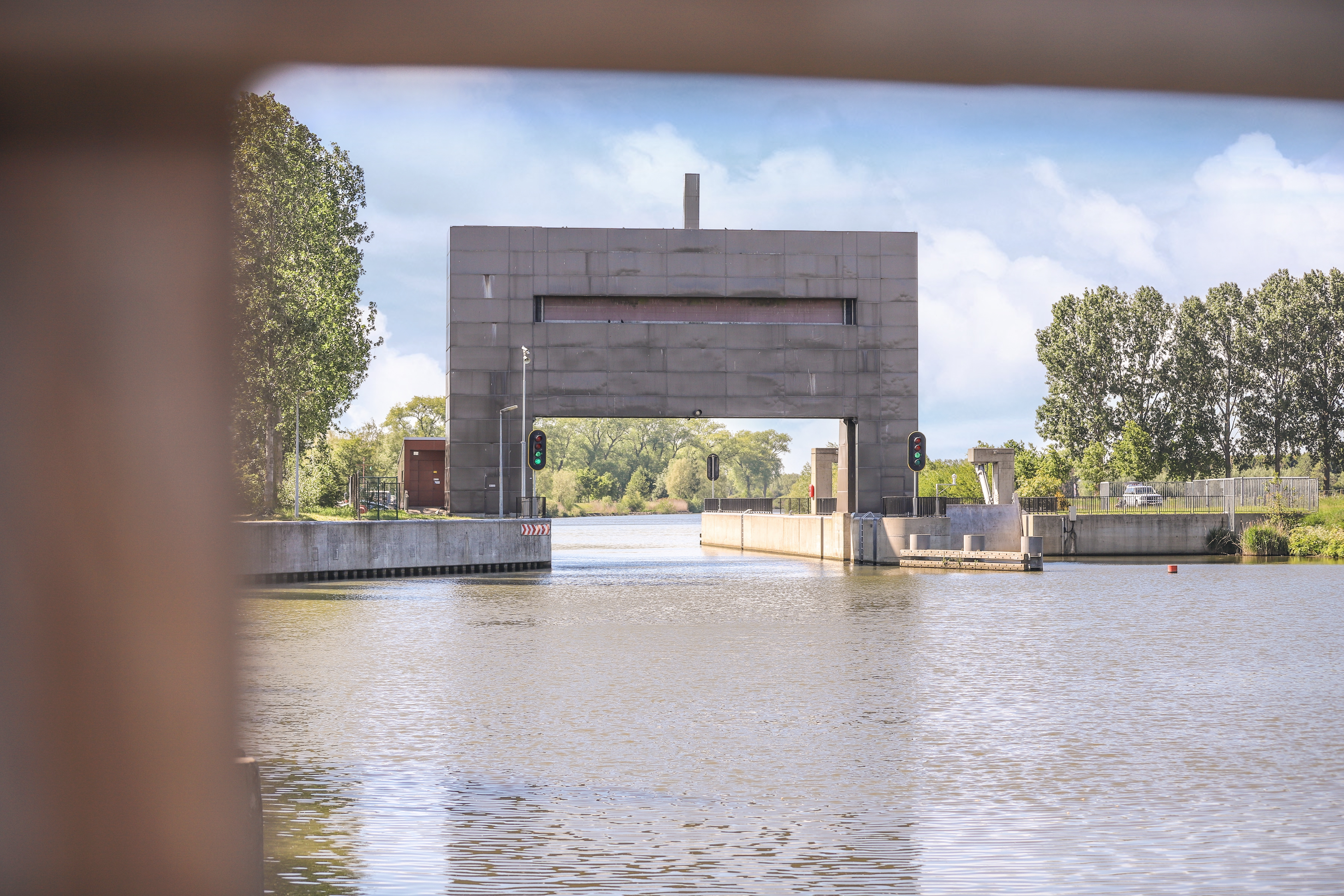
De Keersluis van Beernem

Beernem wordt in twee gesplitst door het Kanaal Gent-Brugge. Beernem heeft hier een jachthaven. De hoofdzetel van Group Depre ligt langs het kanaal. Een bekend beeld in Beernem is de keersluis. Deze keersluis is ontworpen door Hans Vandeweghe en is opgenomen als bouwkundig erfgoed in 2009. De sluis moet overstromingen in Brugge voorkomen. De realisatie kreeg de staalbouwprijs in het jaar 2000.

## Jeugd
Beernem heeft 9 jeugdverenigingen. In de dorpskern van Beernem bevindt zich jeugdhuis 'The Nooddle'.

## Geboren in Beernem
- Léon Lippens (1911-1986), burgemeester van Knokke
- José Reynaert (1921-2024), voetballer
- Robert Vermeire (1944), veldrijder
- Rik Vandenberghe (1953), atleet
- Dominique Verté (1958), professor
- Riet Muylaert (1977), zangeres
- Sven Vanthourenhout (1981), veldrijder

## Nabijgelegen kernen
Sint-Joris, Knesselare, Oostveld, Oedelem, Erkegem, Hertsberge, Wingene

## Trivia
Amandus van Maastricht is de patroonheilige van Beernem.